# Euherdmania areolata
Euherdmania areolata är en sjöpungsart som beskrevs av C.S. Millar 1978. Euherdmania areolata ingår i släktet Euherdmania och familjen Euherdmanniidae. Inga underarter finns listade i Catalogue of Life.